# Mustakero (kulle, lat 67,77, long 24,20)
Mustakero är en kulle i Finland. Den ligger i Kolari kommun och landskapet Lappland, i den norra delen av landet, 800 km norr om huvudstaden Helsingfors. Toppen på Mustakero är 435 meter över havet, eller 58 meter över den omgivande terrängen. Bredden vid basen är 0,97 km.
Terrängen runt Mustakero är platt åt nordväst, men åt sydost är den kuperad.  Trakten runt Mustakero är nära nog obefolkad, med mindre än två invånare per kvadratkilometer. Närmaste större samhälle är Äkäslompolo, 17,6 km söder om Mustakero. 